# 馮修
馮 修（馮脩、ふう しゅう、生没年不詳）は、北魏の外戚。字は宝業。本貫は長楽郡信都県。

## 経歴
馮熙と博陵長公主の間の子として生まれた。十数歳のとき、叔母の文明太后に召されて禁中に入った。教育を受けたものの、経書や史書を読み習う忍耐がなく、学問のないまま、むやみに外見ばかりを飾り立てていた。侍中・鎮北大将軍・尚書に任じられ、東平公に封じられた。492年（太和16年）1月、侯に降格された。
馮修は浮薄な性格であり、兄の馮誕が馮修の過ちを説教したが聞き入れなかったため、文明太后に告げると、孝文帝が厳しく譴責を加えた。馮修はこのことを恨みに思い、周囲の者たちと結託して、馮誕の食事に薬を盛って危害を加えようとした。事が発覚すると、孝文帝が自ら詰問して事情が詳しく明らかになった。馮誕が弟の助命を願ったため、馮修は100回あまり鞭打ちされた上、平城の百姓に落とされるにとどまった。馮修の妻は司空の穆亮の娘であり、離婚と免官を求めたが、孝文帝は許可しなかった。

## 伝記資料
- 『魏書』巻83上 列伝第71上
- 『北史』巻80 列伝第68